# Kirsten Riedt
Kirsten Riedt (* 1964 in Bremen) ist eine deutsche Schriftstellerin.

## Leben
Kirsten Riedt war viele Jahre in der Marktforschung tätig, ehe sie sich der Kunst, vorwiegend der Fotografie und dem Schreiben widmete. Sie lebt mit ihrer Familie in Bremen und ist mit dieser Stadt tief verwurzelt.

## Werke
- Rolandsrache. Emons, Köln 2012, ISBN 978-3-89705-995-5
- Die Hure von Bremen. Emons, Köln 2013, ISBN 978-3-95451-185-3